# Equipo de Copa Davis de Albania
El Equipo de Copa Davis de Albania es el representativo de Albania en la máxima competición internacional a nivel de naciones del tenis y está regido por la Federación de Tenis de Albania.

## Plantel actual (2020)
- Martin Muedini
- Genajd Shypheja
- Elbi Mjeshtri
- Rajan Dushi
- Arber Sulstarova
- Mario Zili

## Resultados
| Edición | Zona                             | Rival         | Sede       | Resultado |
| ------- | -------------------------------- | ------------- | ---------- | --------- |
| 2010    | Europa/África – Grupo III Europa | Grecia        | Marusi     | 0 – 3     |
| 2010    | Europa/África – Grupo III Europa | Moldavia      | Marusi     | 0 – 3     |
| 2010    | Europa/África – Grupo III Europa | Montenegro    | Marusi     | 0 – 3     |
| 2010    | Europa/África – Grupo III Europa | Armenia       | Marusi     | 0 – 3     |
| 2010    | Europa/África – Grupo III Europa | San Marino    | Marusi     | 0 – 3     |
| 2011    | Europa/África – Grupo III Europa | Turquía       | Skopie     | 0 – 3     |
| 2011    | Europa/África – Grupo III Europa | Noruega       | Skopie     | 0 – 3     |
| 2011    | Europa/África – Grupo III Europa | San Marino    | Skopie     | 1 – 2     |
| 2012    | Europa/África – Grupo III Europa | Bulgaria      | Sofía      | 0 – 3     |
| 2012    | Europa/África – Grupo III Europa | Georgia       | Sofía      | 0 – 3     |
| 2012    | Europa/África – Grupo III Europa | Montenegro    | Sofía      | 0 – 3     |
| 2013    | Europa/África – Grupo III Europa | Azerbaiyán    | San Marino | 3 – 0     |
| 2013    | Europa/África – Grupo III Europa | Macedonia     | San Marino | 0 – 3     |
| 2013    | Europa/África – Grupo III Europa | Turquía       | San Marino | 0 – 3     |
| 2013    | Europa/África – Grupo III Europa | Liechtenstein | San Marino | 0 – 2     |
| 2014    | Europa/África – Grupo III Europa | Macedonia     | Szeged     | 0 – 3     |
| 2014    | Europa/África – Grupo III Europa | Malta         | Szeged     | 0 – 3     |
| 2014    | Europa/África – Grupo III Europa | San Marino    | Szeged     | 0 – 3     |
| 2015    | Europa/África – Grupo III Europa | Georgia       | San Marino | 0 – 3     |
| 2015    | Europa/África – Grupo III Europa | Malta         | San Marino | 0 – 3     |
| 2015    | Europa/África – Grupo III Europa | Islandia      | San Marino | 0 – 3     |
| 2016    | Europa/África – Grupo III Europa | Irlanda       | Tallin     | 0 – 3     |
| 2016    | Europa/África – Grupo III Europa | Macedonia     | Tallin     | 0 – 3     |
| 2016    | Europa/África – Grupo III Europa | Armenia       | Tallin     | 1 – 2     |
| 2016    | Europa/África – Grupo III Europa | Islandia      | Tallin     | 0 – 3     |
| 2017    | Europa/África – Grupo III Europa | Liechtenstein | Sozopol    | 0 – 3     |
| 2017    | Europa/África – Grupo III Europa | Luxemburgo    | Sozopol    | 0 – 3     |
| 2017    | Europa/África – Grupo III Europa | San Marino    | Sozopol    | 2 – 1     |
| 2017    | Europa/África – Grupo III Europa | Malta         | Sozopol    | 1 – 2     |
| 2018    | Europa/África – Grupo III Europa | Bulgaria      | Plovdiv    | 0 – 3     |
| 2018    | Europa/África – Grupo III Europa | Macedonia     | Plovdiv    | 0 – 3     |
| 2018    | Europa/África – Grupo III Europa | Islandia      | Plovdiv    | 1 – 2     |
| 2018    | Europa/África – Grupo III Europa | San Marino    | Plovdiv    | 0 – 2     |
| 2019    | Europa/África – Grupo IV Europa  | Liechtenstein | San Marino | 0 – 3     |
| 2019    | Europa/África – Grupo IV Europa  | Armenia       | San Marino | 0 – 3     |
| 2019    | Europa/África – Grupo IV Europa  | Chipre        | San Marino | 0 – 3     |
| 2019    | Europa/África – Grupo IV Europa  | Islandia      | San Marino | 0 – 3     |
| 2019    | Europa/África – Grupo IV Europa  | Andorra       | San Marino | 2 – 1     |
| 2020    | Europa/África – Grupo IV Europa  | –             | –          | –         |